# Falls of Clyde
Le Falls of Clyde est le seul quatre-mâts carré et ancien pétrolier à voile encore visible.

Il est désormais amarré au quai 7 du port d'Honolulu comme bateau musée au Hawaii Maritime Center (en).

## Histoire
Le Falls of Clyde a été construit sur le chantier naval de Port Glasgow, sur la rivière Clyde en Écosse, la Russell and Company du célèbre constructeur  William Lithgow.

Son nom de baptême veut dire « chutes d'eau de la rivière Clyde ».
Son voyage inaugural l'a conduit à Karachi au Pakistan. Il se consacra pendant ses six premières années au commerce avec l'Inde. Puis le trafic de marchandises générales comme le bois, le jute, le ciment et le blé le mena dans les ports d'Australie, de Californie de Nouvelle-Zélande.
Après vingt ans sous le pavillon de la Royal Navy, le Falls of Clyde est racheté par le  capitaine William Matson de la Matson Navigation Company. En 1899, il navigue sous pavillon hawaïen et son port d'attache devient Honolulu. Lorsque la République d'Hawaï est annexée par les États-Unis en 1900. Une loi spéciale du Congrès des États-Unis sera promulguée pour qu'il puisse battre pavillon américain.

Pour réduire le nombre d'hommes d'équipage, le mât arrière est réduit de longueur pour obtenir un gréement de quatre-mâts barque et un rouf est installé pour obtenir des cabines pour passagers payants. De 1899 à 1907, le Falls of Clyde fait plus de soixante voyages entre Hilo (Hawaï) et San Francisco (Californie). Il transporte essentiellement des marchandises générales de San Francisco et du sucre d'Hawaii. Réputé pour sa rapidité, il fait généralement le voyage en 17 jours.
En 1907, l'Associated Oil Company, devenue depuis Tidewater Petroleum, rachète le Falls of Clyde et le convertit en pétrolier d'une capacité de trois millions de litres.

Il transporte du kérosène de  Gaviota (Comté de Santa Barbara) en Californie, à  la Oahu Railway Land Company (OR & L) et, à son retour, de la mélasse en vrac pour l'alimentation du bétail.
En 1927, le pétrolier est vendu à la General Petroleum Company (maintenant Mobil). Les mâts sont abattus et il devient un  dépôt flottant de carburant en Alaska jusqu'en 1959.

Il est revendu à William Mitchell qui le remorque à Seattle pour le préserver. Différentes tentatives de revente échouent entre 1959 et 1963. Même le projet de Karl Kortum, directeur du Musée maritime de San Francisco, pour sauver le navire et le transporter à Long Beach ou Los Angeles, échoue.

En 1963, la banque détenant l'hypothèque sur le Falls of Clyde abandonné, décide sa vente pour être coulé comme brise-lames à Vancouver. Karl Kortum recueille les fonds nécessaires, juste avant son échouage, pour le racheter. Il est transporté à Hawaii par le remorqueur USS Moctobi.

## Bateau-musée

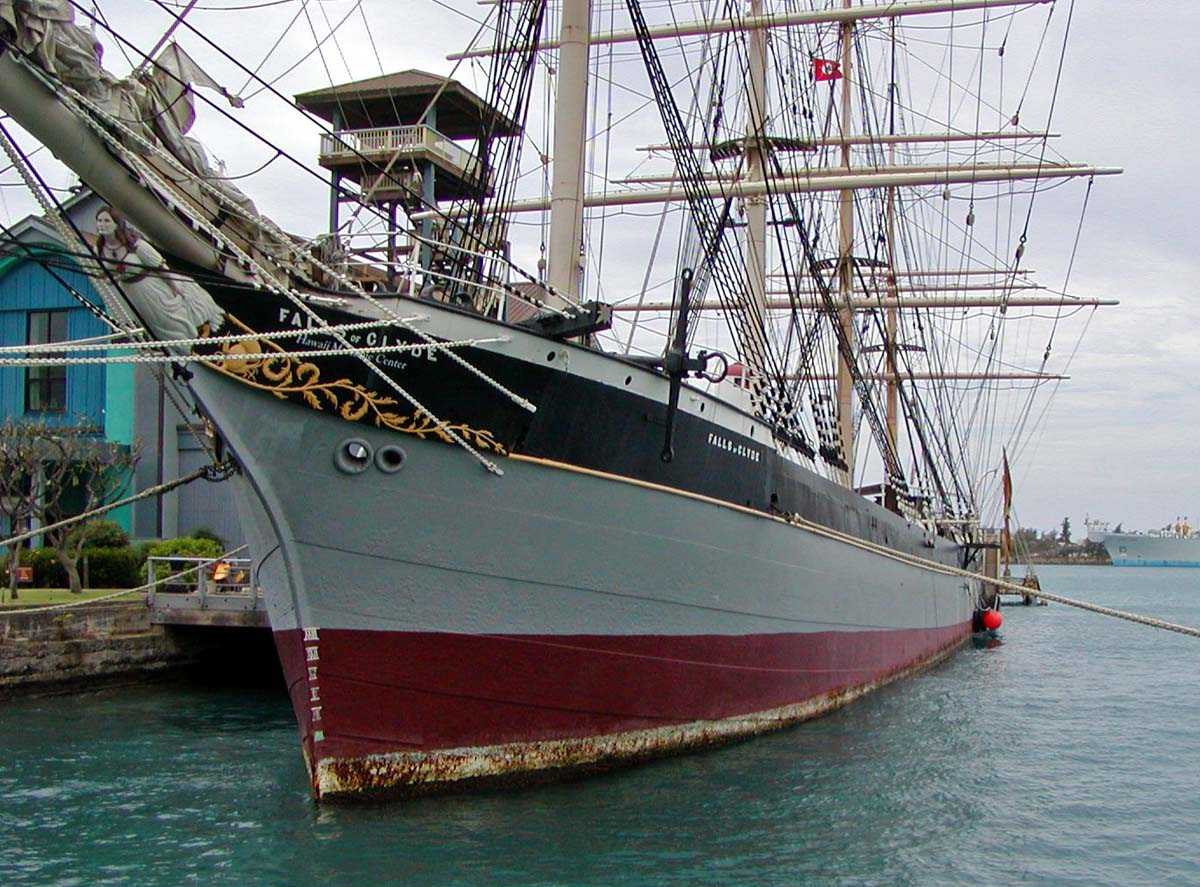
Proue du Falls of Clyde

Jusqu'à son ouverture en 1968 comme navire musée au Muséum d'histoire naturelle et culturelle de l'État d'Hawaii, il a été restauré à l'original par le petit-fils de l'architecte naval William Lightow. Les chantiers de la Clyde ont donné mâts et autres accessoires.
En 1989 le National Historic Landmark déclare le Falls of Clyde monument historique américain.

Depuis février 2008, le Falls of Clyde est au quai n°7 du port d'Honolulu, au Musée marin d'Hawaii.

### Sources
- Chapman, Great Sailing Ships of the World, par Otmar Schauffelen (page 357)  (ISBN 1-58816-384-9)

- (de) Cet article est partiellement ou en totalité issu de l’article de Wikipédia en allemand intitulé « Falls of Clyde » (voir la liste des auteurs).